# 王长田
王长田（1965年4月—），男，辽宁大连人，中国大陆企业家，现任光线传媒有限公司董事长、总裁。

## 生平
1988年毕业于复旦大学新闻系。1990年进入《中华工商时报》任记者，三年后升任市场新闻部副主任。1991年进入了由国家工商行政管理总局主办的《中国工商报》工作。1995年进入北京电视台，参与创办了财经栏目《北京特快》。
1998年10月创建北京光线电视策划研究中心，后公司更名为光线传媒，并于2011年8月在深圳证券交易所创业板上市。王长田夫妇以152.5亿人民币的身家位列2013福布斯中国富豪榜第45位。截止2024年11月21日，光线传媒总市值为259.62亿人民币。
至今光线已经投资了50余家影视、动画、新媒体和互联网、金融、VR、游戏等各方面的中小公司，其中包括橙子映像、锋芒文化、明星影业、新丽传媒、猫眼电影等。到2016年底，光线投资的公司将达到80家。